# Cigar
En cigar er et tæt rullet bundt af tørret og fermenteret (gæret) tobak. Der sættes ild i den ene ende og suges i den anden, hvorved røgen suges ind i rygerens mund. Denne beskrivelse blev af de indfødte kaldet for Cohiba.
Oprindelsen af ordet cigar er omstridt. Ordet kommer via det spanske ord ’cigarra’, som kommer fra Mayafolket, som brugte ordet "sikar" om tobak.
Cigartobak dyrkes i Brasilien, Cameroun, Costa Rica, Cuba, Den Dominikanske Republik, Filippinerne, Honduras, Indonesien, Mexico, Nicaragua, Panama og USA.
Den dyreste tobak komme fra Cuba i Vuelta Abajo-regionen, hvor mikroklimaet giver en helt unik tobak. 

## Historie
Beboerne på øerne i Caribien og Mesoamerika har røget cigarer siden 900 e.Kr. Det ses af en keramikkrukke ved en arkæologisk Maya-udgravning i Uaxactún i Guatemala. Krukken var dekoreret med en mand, som ryger en cigar.
De første europæere, der røg cigar, var Rodrigo de Jeres og Luis de Torres. Begge besætningsmedlemmer fra Christopher Columbus' ekspedition i 1492.
I 1800-tallet var cigarrygning almindelig i Europa. Cigarindustrien blomstrede, og cigarfabrikker havde mange ansatte, før man begyndte at producere cigarer mekanisk. Alle moderne cigarer af høj kvalitet er stadig rullet i hånden. Heraf stammer sætningen ’Hecho a Mano’ – ’Lavet i hånden’, som står på mange cigarkasser.

## USA's embargo af Cuba
Cigaren gik over i historien den 7. februar 1962, da den USA's præsident, John F. Kennedy, beordrede en embargo på cubanske varer. Målet var at ramme Fidel Castros kommunistiske styre på Cuba. Amerikanerne kunne nu ikke købe, hvad der betegnes som de bedste cigarer på markedet. Hermed blev Cuba frarøvet en stor del af sine kunder, og embargoen ramte den cubanske økonomi hårdt. Ifølge Pierre Salinger, Kennedys pressesekretær, beordrede Kennedy ham om aftenen den 6. februar til at købe 1.000 cigarer af mærket Petit H. Upmann. Først, da Salinger var vendt tilbage med de cubanske cigarer, underskrev Kennedy den ordre, som indledte embargoen.
Cigarer købt før embargoen, blev ikke betragtet som smuglervarer og blev kendt som ’pre-embargo cubanere’. Som sædvanligt ved embargoer opstod der en livlig handel med smuglervarer til høje priser og stigende tilfælde af forfalskninger. Da computere og Internet blev hver mands eje, blev det muligt for amerikanerne at købe cigarer online, fra nabolande som Canada, hvor der ikke var embargo mod Cuba. Den fulde effekt af handlen via Internettet er ukendt, og som med al illegal aktivitet er der risiko for at blive snydt, enten ved at modtage forfalskede varer eller ingen varer overhovedet.
Den 17. december 2014 meddelte USA's regering, at der vil blive taget skridt til en opblødning af forholdet til Cuba, henunder embargoen. I 2015 er det lovligt at medbringe cigarer til en værdi af $100 ved godkendte rejser mellem USA og Cuba.
I Danmark var der aldrig forbud mod import af cubanske cigarer.

## Genopdagelsen af cigaren
I midten og slutningen af 1990'erne blev det pludselig populært at ryge cigar i USA. Mange middagsarrangementer med cigarrygning for øje opstod i storbyer overalt i USA. Kendte, radio- og tv-værter, politikere, arbejdere og kvinder blev alle tiltrukket af cigarens mystik. USA udgør i dag det største marked for cigarer.

## Produktion
Tobaksblade høstes og lagres ved en kombination af varme og skygge for at reducere sukker- og vandindholdet, uden at bladene rådner. Første del af processen, hærdningen, tager mellem 25 og 45 dage afhængigt af klimaet og konstruktionen af de lader, som bruges til tobakken. Hærdningen afhænger af den ønskede farve på tobaksbladet. Anden del af processen, gæringen, udføres under betingelser, som sikrer at tobaksbladet "dør" langsomt og ærefuldt. Temperatur og fugtighed må kontrolleres for at sikre, at bladet fortsætter gæringen uden at rådne eller pulverisere. Det er her smag, brænding og aroma karakteristika primært bringes ud i bladet.
Når bladet er ældet korrekt, bliver det sorteret i fyld eller dækblad, afhængigt af bladets udseende og kvalitet. Under denne proces bliver bladet fugtet og håndteret forsigtigt, for at sikre at hvert blad udnyttes optimalt efter kvalitet. Bladet bliver pakket, inspiceret, pakket ud, geninspiceret og pakket igen, mens det fortsætter sin ældningsproces. Når bladet er modnet til producentens specifikationer, bliver det brugt i cigarproduktionen.
At lave en kvalitetscigar er stadig håndarbejde. En erfaren cigarruller kan producere hundredvis af exceptionelle næsten identiske cigarer hver dag. Rullerne holder tobakken og især dæksbladet fugtigt og bruger specielle, buede knive til at forme fyld og dækblade, hurtigt og nøjagtigt. Når den er rullet, opbevares den i en træform, mens den tørrer. I denne form skæres enderne til, så cigarerne bliver ens. Fra nu af er cigaren færdig og kan opbevares i en uendelighed under de rette betingelser. Cigarer er kendt for at kunne opbevares i årtier, hvis de holdes opbevaret tæt på 21 grader celsius og 70 % relativ fugtighed. Når cigaren er købt, er det optimale opbevaringsmiljø en speciel boks af træ, en humidor, hvor temperatur og fugtighed kan kontrolleres over lange perioder. Selv hvis cigaren skulle blive tør, kan man genskabe den optimale fugtighed i den, såfremt den ikke er blevet håndteret skødesløst.
De bedste mærker bruger forskellige typer tobak som fyld og dæksblad. Lang fyldtobak er lavet af hele blade fra den ene ende af cigaren til den anden. Det giver langt højere kvalitet end cigarer, hvor fyldet består af mindre stykker tobaksblade. Disse cigarer benytter også en tredje variant af blade, en såkaldt ’binder’, mellem fyld og omlægsblad. Det gør det muligt for producenten at benytte mere delikate blade som dækblade. Disse kvalitetscigarer består oftest af en blanding af tobakker. Selv cubanske lang fyldtobaks cigarer kombinerer tobakker fra forskellige dele af landet for at skabe flere  smagsindtryk i cigaren.
I billige cigarer benyttes pressede cigarstykker til fyld, og lange blade eller kunstpapir, som dækblad.
En lærer eller oplæser blev ansat af fabrikken til at underholde fabriksarbejderne. De blev afløst, da lydbøger kom frem, men benyttes stadig på nogle cubanske fabrikker. Ifølge historien var på grund af én af disse læreres valg at læse materiale, at én af de bedste kendte mærker fik sit navn. På H. Upmann-fabrikken i Havanna læste læreren værker af  Alexandre Dumas. Dumas blev så afholdt af arbejderne, at de bad fabrikkens ejer om lov til at producere en cigar til hans ære. Den nye cigar blev navngivet Montecristo, efter Greven af Monte Cristo. Kasserne havde et mærke med seks sværd efter De Tre Musketerer. Montecristo-mærket er et af de mest populære cigarmærker i verden.[kilde mangler]

## Cigarens opbygning
En cigar består af tre typer tobaksblade, hvis variationer er afgørende for ryge- og smags kendetegnene:
Dækbladet 
Cigarens yderste blade kommer fra den bredeste del af tobaksplanten. De afgør meget af cigarens karakter og smag, og deres farve bruges ofte til at beskrive cigaren som helhed. Farver er fra de lyseste blade til de mørkeste:
Double Claro – Meget lys, let grønlig (også kaldet Candela, American Market Selection eller Jade). Farven opnås ved at høste bladene, før de er modne og tørre dem hurtigt. Dyrkes ofte i Connecticut.
Claro – Lys brun eller gullig. Typisk for tobak dyrket i skygge.
Naturel – Lys brun til brun. Typisk for tobak dyrket i solen.
Colorado Claro – Mellem brun. Ses typisk i forbindelse med tobak dyrket i den Dominikanske Republik og på Cuba.
Colorado – Rød brun (også kaldet Rosado)
Colorado Maduro – Mørkebrun. Ses typisk i forbindelse med tobak dyrket på Honduras eller Cuba.
Maduro – Mørkebrun til meget mørkebrun.
Oscuro – Sort, næsten olieagtig. Bliver typisk dyrket på Cuba, Nicaragua, Brasilien, Mexico eller Connecticut.
Nogle producenter benytter sig af alternativer:
American Market Selection (AMS) – Synonym med Double Claro.
English Market Selection (EMS) – Kan referere til alle farver stærkere end Double Claro, men mildere end Maduro.
Spanish Market Selection (SMS) – Refererer til de to mørkeste farver, Maduro eller Oscuro.
Lysere farver indikerer en tidlig høst og mildere smag. Mørkere farver indikerer senere høst og stærkere og sødere smag pga. indholdet af sukker og olier og længere hærdning.
Fyld
Fyld er bundter af tobaksblade, som udgør cigarens ’indre’, og er dermed hovedparten af en cigar. Fyld af forskellige styrker blandes for at frembringe unikke smage i cigaren. Jo mere olie, tobaksbladet indeholder, desto stærkere bliver fyldet. Typerne varierer fra de milde (tørre) Seco, medium Volado og til de stærke Ligero. Store cigarer har større kapacitet til fyldet og derfor større potentiale til at levere en stærk cigar og kompleks smag.
Fyld kan enten være lang eller kort. Langt fyld laves af hele blade og er af bedre kvalitet. Hvor kort fyld, ’blandet’ eller ’mixed’, består af tobaksstykker fra blade, men og også af stilke fra planten og andre dele.
Binder
Binders er elastiske blade, som benyttes til at holde sammen på fyldet.

## Størrelse og Form
Cigarer kategoriseres normalt ud fra størrelse og form, som sammen kaldes vitola.
Størrelsen på en cigar måles i amerikanske tommer:
Ring Gauge (RG), som er diameteren målt i 1/64–dele af en tomme (1 RG er ca. 0,4 mm) .
Længden målt i tommer.
Som eksempel kan nævnes Robusto størrelsen, som normalt har en ring gauge på 50 og en længde på 4 7/8 tommer.
Parejo
Den mest almindelige form er Parejo, som har en cylindrisk form, lige sider, en åben og en afrundet ende. Man tænder cigaren i den åbne ende, og klipper hul i den afrundede ende, enten ved at klippe hul, eller ved at prikke hul med speciel udstyr. Man navngiver de forskellige størrelser i Parejo formen således:
Corona
Petit Corona (5” x 42)
Corona (5 ½” x 42)
Corona Extra (5 ½” x 46)
Robusto (5” x 50) – også kaldet Rothschilds efter Rothschild familien.
Lang Corona (6” x 42)
Toro (6” x 50)
Lonsdale 6 ½” x 42), opkaldt efter Hugh Cecil Lowther, den femte jarl af Lonsdale.
Grand Corona (6 ½” x 46)
Julieta eller Churchill (7” x 47) opkaldt efter Winston Churchill
Giant Corona (7 ½” x 44)
Double Corona (7 ¾” x 49)
Panatela
Denne er generelt længere og tyndere end Corona.
Lille Panatela (5” x 33)
Kort Panatela (5” x 38)
Smal Panatela (6” x 34)
Panatela (6” x 38)
Lang Panatela (7 ½” x 38)
Figurado
Cigarer, som er formet irregulært, kaldes figurados, og betragtes ofte af højere kvalitet, idet de er sværere at lave. Eksempler på figurados er:
Torpedo – Formet som parejo, dog med en spids ende.
Pyramid – Har en bred ende og indsnævres jævnt mod en spids ende (pyramideformet).
Perfecto – Smal i begge ender og buler ud på midten.
Presidente/Diadema – Formet som en parejo, men betragtes som værende figurado som følge af dens enorme størrelse og kan til tider være lukket i begge ender, ligesom perfecto.
Culebras – tre lange, spidse cigarer, som er flettet sammen.
Arturo Fuente, en stor cigarproducent i den Dominikanske Republik, har også produceret figurados i eksotiske former fra chilipebre til baseballbat og amerikanske fodbolde. Disse er samlerobjekter og vil være ekstremt dyre, når de bliver tilgængelige for offentligheden.
SMAG
Næsten alle cigarkendere (aficionados) ryger cigarer på grund af den rige og varierende smag, men nogle værdsætter kvaliteten højere. De, som tiltrækkes af smagen, opdager hurtigt, at hvert mærke og type af cigar har forskellige kvaliteter og smag. Cigarer med mørke dæksblade er typisk kraftigere i smag, selvom de specifikke smagsstoffer ikke er unikke i en bestemt form eller tobakstype. Ulig cigaretter smager cigarer meget lidt af røg, og typisk meget af tobak med undertoner af andre smagsstoffer. En fin cigar, især cubansk fra før 1990, har nøsten ingen smag af røg overhovedet.
Nogle af de mest almindelige smagsstoffer inkluderer
Læder
Krydderier
Kakao/chokolade
Mos, jord
Kaffe
Nødder
Æble
Vanilje
Honning
Pære
Passionerede rygere laver ofte personlige optegnelser over cigarer, de har røget, med karakter, beskrivelse, smagsstoffer, størrelse og mærker. Denne form for personlig journal opleves også blandt kendere af vin, whisky, øl, cognac og tequila. Variationerne inden for de enkelte områder er nærmest uendelige, og det er muligvis denne form for dynamik, som tiltrækker mange cigarrygere.

## Populærkultur
Cigarer associeres ofte med rige mænd. 
Kong Edvard 7. af Det Forenede Kongerige nød at ryge både cigaretter og cigarer. Hans mor, Dronning Victoria, kunne ikke lide rygning. Efter hendes død fortæller legenden, at Kong Edward skulle have sagt ”Mine herrer! nu må der ryges” til gæsterne efter en middag. Til ære for ham findes en serie billige amerikanske cigarer, King Edward.
Cigarer er ofte omdrejningspunkt i flere spillefilm[kilde mangler] såsom HBO's mafiaserie ’Sopranos’ eller Seinfeld hvor omdrejningspunktet i 4. sæson var en kasse cubanske cigarer.
Af cigarrygende karakterer i spillefilm kan nævnes:
- Egon Olsen (Ove Sprogøe) i Olsenbanden-filmene.
- Peter Falk i Columbo.
- Manden Uden Navn fra Den gode, den onde og den grusomme.
- James Bond, i Live and Let Die og Die Another Day.
- Cosmo Kramer fra Seinfeld.
- Wolverine fra filmen X-Men.

## Helbred
Cigarer indeholder nikotin, som er vanedannende. En ryger kan mindske risikoen for afhængighed og kræft ved kun at ryge cigarer ved særlige lejligheder og ved ikke at inhalere.
Cigarrygere inhalerer ikke røgen, men beholder den i munden. Røgen når ikke ned i lungerne som hos cigaretrygere. Tilfælde af lungekræft er derfor sjældnere hos cigarrygere end hos cigaretrygere, men stadigvæk hyppigere end hos 
ikke-rygere.
Nogle har fejlagtigt antaget, at det er ufarligt at ryge cigarer. Men cigarrygere har større risiko for at udvikle kræft i mund, tunge og stemmebånd end 
ikke-rygere. Omfanget af den øgede risiko ved lejlighedsvis rygning er endnu ukendt. Rygning øger derimod risikoen for at få Corona.